# Michael Anthony
Pour les articles homonymes, voir Anthony.
 (octobre 2024).
Michael Anthony, né Michael Anthony Sobolewski le 20 juin 1954 à Chicago (Illinois), est un musicien américain, bassiste du groupe de rock Van Halen. Il est cofondateur et bassiste du groupe depuis les débuts de la formation à la fin des années 1970 jusqu'en 2006.

## Biographie
Né en 1954 à Chicago en Illinois, c'est cependant à Pasadena en Californie que Michael Anthony fit la connaissance des frères Edward et Alex Van Halen, respectivement guitariste et batteur, de même qu'avec le chanteur David Lee Roth avec qui il fonda le groupe Van Halen au milieu des années 1970. Le quatuor lança un premier album Van Halen en 1978 qui connut un succès immédiat. Michael Anthony se fit remarquer non seulement par son jeu de basse efficace qui complète bien la virtuosité d'Edward Van Halen à la guitare, mais aussi en sa grande qualité de choriste. Son jeu de basse aux doigts et au médiator se compare à celui d'un Cliff Williams qui se distingue par un son très lourd et souvent rapide qui met l'accent sur les fondamentales. Paradoxalement, ses capacités d’accélérations et sa virtuosité se rapprochent aussi du jeu de Billy Sheehan. La plupart du temps, lors des soli de Eddie Van Halen, la basse de Michael Anthony est avec la batterie le seul soutien rythmique. C’est alors que l’on peut entendre et comprendre l’importance de son jeu.
À la suite de cette première réussite, le groupe lança cinq autres albums avec David Lee Roth : Van Halen II (1979), Women and Children First (1980), Fair Warning (1981), Diver Down (1982) et 1984 (1984). David Lee Roth fut par la suite remplacé en 1985 par Sammy Hagar et Van Halen connu encore une fois beaucoup de succès avec les albums 5150 (1986), OU812 (1988), For Unlawful Carnal Knowledge (1991), Live: Right Here, Right Now (1993) et Balance (1995). En 1998, le groupe enregistra Van Halen III, avec un troisième chanteur, cette fois l'ex-Extreme Gary Cherone.
Pendant tout ce temps, le jeu de basse et les voix de Michael Anthony ont fait partie intégrante du son Van Halen, aussi bien en studio que sur scène avec ses prestations excentriques et ses soli avec sa basse à l'effigie du fabricant de Whisky Jack Daniel's.
En 2004, une tournée nord-américaine réunissant Sammy Hagar, Edward Van Halen, Alex Van Halen et Michael Anthony connut un succès mitigé, les problèmes d'alcool d'Edward se répercutant de façon malheureuse sur la qualité de nombreux spectacles. Cette tournée mit à nouveau en avant les tensions légendaires au sein du groupe opposant d'un côté Edward Van Halen au tandem Sammy Hagar et Michael Anthony. Ce dernier avait d'ailleurs à toutes fins pratiques été exclu de l'enregistrement des trois nouvelles chansons figurant sur la compilation The Best of Both Worlds paru dans la foulée de la tournée en juillet 2004. En 2006, Edward Van Halen annonça le remplacement de Michael Anthony par son fils, Wolfgang Van Halen âgé de seulement 15 ans, le temps d'une tournée réunion annoncée avec le chanteur original David Lee Roth, tournée prévue pour l'automne 2007.
En mars 2007, Michael Anthony a été intronisé au prestigieux Rock and Roll Hall of Fame en même temps que ses ex-acolytes David Lee Roth, Sammy Hagar, Edward Van Halen et Alex Van Halen. Seuls Sammy Hagar et Michael Anthony se sont présentés pour recevoir cet hommage, qui leur était décerné pour l'occasion par les membres de Velvet Revolver.
Michael Anthony demeure actif comme musicien et aussi comme vocaliste. Il accompagne régulièrement le groupe de Sammy Hagar et a formé en 2006 avec ce dernier le projet The Other Half, formation ad hoc qui interprète les succès de Van Halen en l'absence d'Edward et d'Alex. Il possède sa propre ligne de basses avec le fabricant Yamaha, la BB3000MA.
En 2009, Michael Anthony fait partie du supergroupe Chickenfoot comprenant Sammy Hagar, le batteur Chad Smith des Red Hot Chili Peppers et Joe Satriani. Ils sortent un album éponyme, Chickenfoot.